# 巴拉尼·阿帕德
巴拉尼·阿帕德（匈牙利語：Bárány Árpád，1931年6月24日—），匈牙利男子击剑运动员。他曾获得1964年夏季奥运会男子重剑团体金牌。他也参加了1960年夏季奥运会，但未获得任何奖牌。